# Авидзба, Тимур Хутович
Тимур Хутович Авидзба (10 июля 1968, Сухум, Абхазская АССР) — художник Абхазии, член Союза художников Республики Абхазия.

## Биография
Родился 10 июля 1968 в городе Сухуме, в Абхазской АССР.
C 1983 по 1987 годы учился в Сухумском художественном училище им. А. К. Чачба и после несколько лет проживал в Москве, где занимался в студии живописи и рисунка.
В 1991 по 1993 году обучался на факультете живописи Сухумского государственного университета.
С 1991 года активно принимает участие во всех выставках Союза художников Республики Абхазия. Работы живописца находятся в частных коллекциях Нью-Йорка, Филиппин, Вьетнама. Пакистана.